# Contea di Meigu
La contea di Meigu (美姑县S, Měigū XiànP) è una contea della Cina, situata nella provincia di Sichuan e amministrata dalla prefettura autonoma Yi di Liangshan.